# Erinna König
Erinna König (* 19. August 1947 in Warstein; † 6. Oktober 2021) war eine deutsche Künstlerin, die die Farbe auf gefundene (Teil-)Gegenstände ausdehnte, selten auf Leinwand malte. Sie erweiterte damit ihre bildnerischen Möglichkeiten: z. B. nehmen abstrakte Anmutungen Bedeutung an.

## Leben
Erinna König studierte von 1967 bis 1976 an der Kunstakademie Düsseldorf bei Teo Otto (Bühnenkunst), Dieter Roth und bei Joseph Beuys. Beeinflusst von antiautoritären Aktionen, Fluxus und dem „erweiterten Kunstbegriff“ ihres Professors Beuys, versuchte sie in den 1970er Jahren Kunst und Politik zu verbinden. Sie engagierte sich politisch, leitete das Studentenparlament an der Kunstakademie, betrieb 1970 bis 1972 mit Henning Brandis, Chris Reinecke und Jörg Immendorff das „Büro Olympia“ in der Neubrückstraße 14 und war 1970 Mitbegründerin der „Roten Zelle Kunst“. 1971 wurde sie Meisterschülerin von Joseph Beuys und wechselte 1973 in die Filmklasse von Dozent Ole John Povlsen, an deren Gründung sie beteiligt war.
Von 2006 bis 2008 hatte Erinna König eine Professur in Vertretung an der Kunsthochschule Kassel.
Sie lebte und arbeitete in Düsseldorf.

## Werk
Bis zum Beginn der 1970er Jahre entstanden minimalistische und teils konzeptuelle Arbeiten.
In diesen Jahren experimentierte Erinna König mit Foto und Film sowie den Ausdrucksmitteln der Pop Art. Diese Phase endete 1979/1980 mit der Gruppenarbeit von Großfotos Diazentrale-Ost, ausgestellt in der Galerie Denise René und Hans Meyer in Düsseldorf. Beeinflusst durch längere Aufenthalte auf Kreta und in Afrika fand sie ab 1981 zu einem minimalistischen Ausdruck mit Fundstücken aus Sperrmüll der Großstädte zurück. Erinna König gilt als Vertreterin des Rheinischen Postminimalismus.

## Auszeichnungen
- 1974: Förderpreis der Gesellschaft von Freunden und Förderern der Staatlichen Kunstakademie Düsseldorf[5]
- 1983: Arbeitsstipendium des Kunstfonds Bonn[5]

## Ausstellungen

### Einzelausstellungen (Auswahl)
- 2023: „Erinna König“, Von der Heydt-Museum, Wuppertal
- 2020: Skulpturenhalle der Thomas Schütte Stiftung, Neuss[6]
- 2003: Installation vor dem K20, Düsseldorf
- 2002: „Lax“, Galerie Erhard Klein, Bad Münstereifel
- 1998: „Klein & Wagner“, Galerie Hubertus Wunschik, Mönchengladbach
- 1992: Galerie Erhard Klein, Bonn
- 1990: „Narrata und Errata“, Galerie Achim Kubinski, Stuttgart[7]
- 1990: „Das weiße und das schwarze Auge“, Galerie Erhard Klein, Bonn
- 1984: „Rituale“ und „Bis zum Tezet“, Galerie Beyerenzel, Düsseldorf
- 1980: „Diazentrale-Ost“, Galerie Denise René & Hans Mayer, Düsseldorf (mit Bärbel Freund und Iris Teriet)

### Gruppenausstellungen (Auswahl)
- 2016: „Do you get what you see?“ Grieder Contemporary, Zürich, CH[4]
- 2015: „Ruhe vor dem Sturm – postminimalistische Kunst aus dem Rheinland“, Museum Morsbroich, Leverkusen
- 2014: „Skulpturen und Objekte von Künstlerinnen aus der Sammlung Moderne“, Museum Kunstpalast, Düsseldorf
- 2013: „Sieht man ja, was es ist“, Bonner Kunstverein
- 2011: „Die Erfindung der Wirklichkeit – Photografie an der Kunstakademie Düsseldorf von 1970 bis heute“, Akademie-Galerie, Düsseldorf
- 2011: „Große Kunstausstellung NRW“, Museum Kunstpalast, Düsseldorf
- 2010: „Der Westen leuchtet“, Kunstmuseum Bonn
- 2008: „Große Kunstausstellung NRW“, Museum Kunstpalast, Düsseldorf
- 2006: „Tierarten“, Stadtmuseum Oldenburg
- 2000: „Dia/Slide/Transperency“, Neue Gesellschaft für bildende Kunst e.V., Berlin
- 2000: „Papierarbeiten“, Galerie Erhard Klein, Bad Münstereifel
- 1999: „Erotik“, Galerie Erhard Klein, Bad Münstereifel
- 1996–1997: „Art is not enough“, Shedhalle Zürich
- 1995: Zeichnungen von Künstlern der Galerie, Galerie Erhard Klein, Bad Münstereifel
- 1994: „Dagegen – dabei“, Kunstverein Hamburg
- 1994: „Josef Beuys und seine Schüler …“, Sammlung Erhard Klein in Moderna Galeria, Ljubljana, Slowenien
- 1994: „Kunst <=> Text“, Galerie Erhard Klein, Bad Münstereifel
- 1993: „max.3Arb.“, WP8, Düsseldorf
- 1992: „Mit Haut und Haaren“, Kunsthalle Düsseldorf
- 1991: „Brennpunkt II, die siebziger Jahre, Entwürfe“, Kunstmuseum Düsseldorf
- 1983 „Typisch weiblich“, Galerie Magers, Bonn
- 1979 „Schlaglichter“, Rheinisches Landesmuseum Bonn
- 1977: „Künstlerinnen international 1877–1977“, Schloss Charlottenburg, Berlin
- 1976: „Mit, neben, gegen – Beuys und seine Schüler“, Kunstverein Frankfurt
- 1974: Teilnahme am deutschen Programm der Oberhausener Kurzfilmtage mit dem Film „Oskar B. oder der Imperialismus“
- 1973: „between“, Kunsthalle Düsseldorf
- 1970: „Jetzt – Künste in Deutschland heute“, Kunsthalle Köln

## Projekte
- 1970: Mitbegründerin des „Büro Olympia“ Neubrückstraße 14 (H. Brandis, C. Göldenboog, J. Immendorff, C. Reinecke)[8]
- 1970: Mitbegründerin „Rote Zelle Kunst in Raum 13“, Düsseldorf[8]
- 1974: Teilnahme am deutschen Programm der Oberhausener Kurzfilmtage mit dem Film „Oskar B. Oder der Imperialismus“[9]
- 1979–1980: „Diazentrale-Ost“ (Betreiberinnen: Erinna König, Iris Teriet, Bärbel Freund)[10]
- 1981–1982: Fotostills zum Film „Tropiafric Grüße aus der Wildnis“, Kenia, Afrika, Regie Karol Schneeweiß und Maria Fisahn, in Cooperation mit dem ZDF

## Arbeiten in öffentlichen Sammlungen
- Sammlung Museum Kunstpalast, Düsseldorf
- Ruth & Marvin Sackner Archive, Miami Beach[11]
- Sammlung zeitgenössischer Kunst der Bundesrepublik Deutschland (Bundeskunstsammlung)

## Vorträge und Interviews
- Vortrag „Zwischenlandung“ an der TU Dortmund am 24. Mai 2012[5]
- „Grosse Kunstausstellung 2011, Erinna König im Gespräch“[12]
- Vortrag Erinna König zu Japonismus in der Deutsch Japanischen Gesellschaft[13]
- „Erinna König: Zwischen Seele & Schönheit“[14]